# Cereus amethystinus
Cereus amethystinus is een zeeanemonensoort uit de familie Sagartiidae. De anemoon komt uit het geslacht Cereus. Cereus amethystinus werd in 1833 voor het eerst wetenschappelijk beschreven door Quoy & Gaimard. 